# The Chicks
The Chicks (anteriormente Dixie Chicks) es una banda de música country-pop de Estados Unidos formado por Natalie Maines y las hermanas Martie Maguire y Emily Robison. Es la segunda banda femenina que más discos ha vendido, independientemente del género musical (tras el grupo Destiny's Child), con 36 millones de álbumes desde junio de 2006.

## Historia
El grupo se formó en 1989 en Dallas, Texas. Después de años de esfuerzos y tribulaciones, Dixie Chicks alcanzó a finales de la década de 1990 un éxito apabullante en los géneros country y pop con hits como “Wide open spaces”, "Cowboy take me away” y “Long time gone”. Poco a poco han llegado a ser reconocidas por su vitalidad, virtuosismo instrumental, baladas, buen gusto en moda y la franqueza de sus comentarios políticos. En su carrera suman ya un total de 13 premios Grammy.
Diez días antes de la invasión 2003 de Irak, su vocalista Natalie Maines criticó públicamente al Presidente estadounidense George W. Bush. La controversia consiguiente costó al grupo la mitad de la audiencia de sus conciertos en los Estados Unidos, tal y como se recogió en el documental de 2006 “Dixie Chicks: Shut Up and Sing”.
En el espectáculo de la 49 edición de los premios de Grammy en 2007, las “Chicks”, tal y como son conocidas popularmente, ganaron las cinco categorías para las que habían sido nominadas, incluyendo las codiciadas “canción del año” (por "Not Ready to Make Nice"), “grabación del año” y “álbum del año” en una votación que Maines interpretó como una demostración clara del apoyo del público a su libertad de expresión.
En el 2008 fueron invitadas en Los Simpsons en el episodio "Papa Don't Leech".

### Política
El 10 de marzo de 2003, diez días antes del comienzo de la intervención estadounidense en Irak (ver Invasión de Irak de 2003), la vocalista del grupo, Natalie Maines, durante un concierto en el teatro Shepherd's Bush Empire de Londres, dijo: 

Nos avergonzamos de que el presidente Bush sea de Texas

Muchas de las emisoras de música country, que en su mayoría pertenecen a dos o tres empresas controladas por familias muy conservadoras, respondieron con un boicot a la música de las Chicks, por considerar las palabras de Maines un insulto a la institución de la presidencia de la nación. Además, muchos admiradores conservadores se enfadaron con las Chicks. Se organizaron protestas e incluso destrucciones masivas de cedés del grupo. Las artistas recibieron críticas, insultos y amenazas, públicas y privadas.
Las Dixie Chicks fueron las primeras artistas de música country en muchos años que expresaron sus inclinaciones progresistas, por lo que muchos de sus admiradores de esta tendencia las consideran heroínas de la libertad de expresión.
Muchas personas en los Estados Unidos creen que el boicot a la música de las Chicks fue ilegal, y una violación de la primera enmienda de la Constitución de los Estados Unidos, que garantiza la libertad de expresión. Dixie Chicks, Shut Up and Sing ("Dixie Chicks, cállense y canten") es una película documental, estrenada en 2006, que muestra los esfuerzos, las opiniones y las dificultades del grupo con respecto a sus declaraciones y las consecuencias que éstas tuvieron en los Estados Unidos.
El 25 de junio de 2020 la banda cambia el nombre abandonando el "Dixie" por sus connotaciones racistas, quedándose en The Chicks.

## Miembros de la banda
| Miembro | Miembro                        | 1989 | 1990 | 1991 | 1992 | 1993 | 1994 | 1995 | 1996 | 1997 | 1998 | 1999 | 2000 | 2001 | 2002 | 2003 | 2004 | 2005 | 2006–presente |
| ------- | ------------------------------ | ---- | ---- | ---- | ---- | ---- | ---- | ---- | ---- | ---- | ---- | ---- | ---- | ---- | ---- | ---- | ---- | ---- | ------------- |
|         | Laura Lynch (1989–1995)        |      |      |      |      |      |      |      |      |      |      |      |      |      |      |      |      |      |               |
|         | Robin Lynn Macy (1989–1992)    |      |      |      |      |      |      |      |      |      |      |      |      |      |      |      |      |      |               |
|         | Martie Maguire (1989–presente) |      |      |      |      |      |      |      |      |      |      |      |      |      |      |      |      |      |               |
|         | Emily Robison (1989–presente)  |      |      |      |      |      |      |      |      |      |      |      |      |      |      |      |      |      |               |
|         | Natalie Maines (1995–presente) |      |      |      |      |      |      |      |      |      |      |      |      |      |      |      |      |      |               |

Actualmente
- Natalie Maines – voz principal y coros, guitarra y omnichord
- Emily Robison – banjo, dobro, guitarra y coros
- Martie Maguire – violín, mandolina y coros

Predecesores
- Laura Lynch – voz principal y coros, bajo
- Robin Lynn Macy – voz principal y coros, guitarra

## Discografía
Álbumes de estudio
- Thank Heavens for Dale Evans (1990)
- Little Ol' Cowgirl (1992)
- Shouldn't a Told You That (1993)
- Wide Open Spaces (1998)
- Fly (1999)
- Home (2002)
- Taking the Long Way (2006)
- Gaslighter (2020)

## Giras musicales
Como artistas principales
- 2000: Fly Tour
- 2003: Top of the World Tour
- 2006: Accidents & Accusations Tour
- 2013-14: Long Time Gone Tour
- 2016-17: DCX MMXVI World Tour

Como teloneras
- 1998: Clay Walker
- 1999: George Strait Country Music Festival
- 1999: Tim McGraw
- 2006: The Eagles Twickenham Stadium
- 2007: The Eagles Nokia Theatre L.A. Live
- 2010: Long Road out of Eden Tour